# Werk 80 II
Werk 80 II è un album di cover del gruppo musicale tedesco Atrocity, pubblicato nel 2008 dalla Napalm Records.

## Tracce
1. "People Are People" (Martin Gore) – 3:43 (cover dei Depeche Mode)
2. "Smalltown Boy" (Bronski Beat) – 5:10 (cover dei Bronski Beat)
3. "Relax" (Peter Gill, Holly Johnson, Brian Nash, Mark O'Toole) – 3:47 (cover dei Frankie Goes to Hollywood)
4. "Don't You (Forget About Me)" (Keith Forsey, Steve Schiff) – 4:27 (cover dei Simple Minds)
5. "The Sun Always Shines on T.V." (Pal Waaktaar) – 4:48 (cover degli A-Ha)
6. "Hey Little Girl" (Iva Davies) – 4:27 (cover degli Icehouse)
7. "Fade to Grey" (Billy Currie, Christopher Payne, Midge Ure) – 3:26 (cover dei Visage)
8. "Such a Shame" (Mark Hollis) – 4:11 (cover dei Talk Talk)
9. "Keine Heimat" (Ideal) – 3:45 (cover degli Ideal)
10. "Here Comes the Rain Again" (Annie Lennox, Dave Stewart) – 4:47 (cover degli Eurythmics)
11. "Forever Young" (Alphaville) – 3:48 (cover degli Alphaville)

## Formazione
- Alexander Krull – voce
- Mathias Röderer – chitarra
- Thorsten Bauer – chitarra
- Chris Lukhaup – basso
- Moritz Neuner – batteria